# Cantone di Neuves-Maisons
Il Cantone di Neuves-Maisons è una divisione amministrativa dell'arrondissement di Nancy e dell'arrondissement di Toul.
A seguito della riforma approvata con decreto del 26 febbraio 2014, che ha avuto attuazione dopo le elezioni dipartimentali del 2015, è passato da 9 a 14 comuni.

## Composizione
I 9 comuni facenti parte prima della riforma del 2014 erano:
- Bainville-sur-Madon
- Chaligny
- Chavigny
- Maizières
- Maron
- Méréville
- Messein
- Neuves-Maisons
- Pont-Saint-Vincent

Dal 2015 i comuni appartenenti al cantone sono i seguenti 14:
- Bainville-sur-Madon
- Chaligny
- Chavigny
- Flavigny-sur-Moselle
- Frolois
- Maizières
- Maron
- Méréville
- Messein
- Neuves-Maisons
- Pont-Saint-Vincent
- Pulligny
- Richardménil
- Sexey-aux-Forges